# 서보 티메어

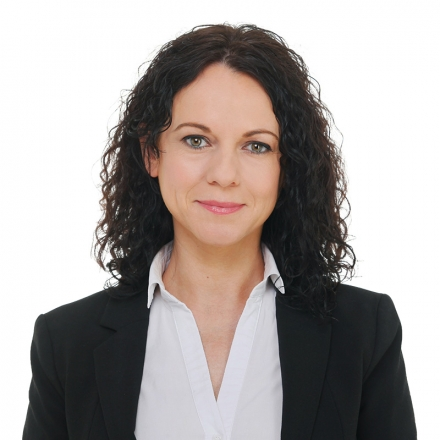
서보 티메어

서보 티메어(헝가리어: Szabó Tímea, 1976년 1월 18일 ~ )는 헝가리의 인도주의적 노동자, 언론인, 정치인이다. 2010년 또 다른 정치(LMP) 소속 국회의원으로 당선되어 현재까지 재직 중이며, 2014년 총선에서는 헝가리를 위한 대화(PM; 이하 대화당) 소속으로 출마해 재선에 성공했다. 2013년 2월 이래 대화당의 공동대표를 역임하고 있다.